# Siamionawa (obwód grodzieński)
Siamionawa (biał. Сямёнава; ros. Семёново) – wieś na Białorusi, w obwodzie grodzieńskim, w rejonie wołkowyskim, w sielsowiecie Szydłowicze. W 2009 roku liczyła 75 mieszkańców.
Do 1964 roku miejscowość nosiła nazwę Mosznie (biał. Машні, Maszni; ros. Мошни, Moszni).
W dwudziestoleciu międzywojennym Mosznie leżały w Polsce, w województwie białostockim, w powiecie wołkowyskim, do 30 grudnia 1922 w gminie Mścibów, następnie w gminie Szydłowicze.